# Devoured by Vermin
Devoured by Vermin è il singolo di debutto del gruppo brutal death metal statunitense Cannibal Corpse, pubblicato nel 1996.

## Tracce
1. Devoured by Vermin – 3:13

## Formazione
- George "Corpsegrinder" Fisher - voce
- Jack Owen - chitarra
- Pat O'Brien - chitarra
- Alex Webster - basso
- Paul Mazurkiewicz - batteria